# مغارات كريستال
مغارات كريستال (بالإنجليزية: Crystal Grottoes)‏؛ هو كهف يقع في مقاطعة واشنطن في الولايات المتحدة.

## السياحة
يعد «مغارات كريستال» أحد مواقع الجذب السياحي في مقاطعة واشنطن في ولاية ماريلاند الأمريكية.